# Гипотеза поздней миграции басков
Гипотеза поздней миграции басков (англ. Late Basquisation Hypothesis) — не общепризнанная гипотеза, состоящая в том, что первые носители баскского языка прибыли на территорию Иберии (Пиренейского полуострова) из Аквитании лишь в V—VI вв. н. э. в результате вытеснения кельтского населения.

## Основные современные теории
Баскский язык — изолят, выживший под напором миграции индоевропейских языков в Западную Европу.
В настоящее время существуют две основных гипотезы по поводу исторического географического распространения баскского языка:
- что баски занимали современную территорию Страны Басков и Наварры на западе Пиренеев с доисторических времён (баско-иберская гипотеза);
- что к концу существования Римской республики и в первые столетия Римской империи миграция носителей баскского языка из Аквитании наложилась на автохтонное население, чьи субстратные языки скорее всего были индоевропейскими. Предположительно миграция нарастала и достигла пика в VI—VII вв. н. э.[1]

В пользу последней гипотезы, известной под названием «Гипотеза поздней баскизации», выступили такие историки и филологи, как Клаудио Санчес Альборнос, Мануэль Гомес Морено, Юрген Унтерманн и Франсиско Вильяр. Баскский лингвист Кольдо Мичелена выдвинул серьёзные возражения против данной гипотезы. Тем не менее, последние исследования аквитанской морфологии (проведенные такими лингвистами, как Агустин Аскарате, Иньяки Гарсиа Камино, Микель Унсуэта и др.) указывают на массовую миграцию около V—VI вв., что вдохнуло новую жизнь в гипотезу поздней баскизации.
Франсиско Родригес Адрадос в книге «История языков Европы» возобновил дискуссию по теме, утверждая, что баскский язык имеет более древнюю историю в Аквитании, чем в испанской Стране басков, и занимает свою нынешнюю территорию по причине кельтских вторжений.

## Свидетельства
В пользу гипотезы поздней волны миграции басков, которые заняли территории, ранее населенные носителями индоевропейских языков, говорят свидетельства наличия важных кельтских поселений на территории Страны басков (но не на территории пиренейских долин Наварры). Обе культуры сосуществовали (при этом социально доминировали кельтские элементы) вплоть до прихода римлян. Такая картина наблюдалась по всей территории регионов Алава и Бискайя, и отсюда можно заключить, что племена каристии и вардулы были не баскскими, а индоевропейскими (кельтскими), как их соседи аутригоны, кантабры и бероны.
Таким образом, в доримский период автохтонное население северо-запада Иберии было не баскским, как традиционно считалось, а индоевропейским; или же, по крайней мере, индоевропейцы глубоко укоренились на почве доиндоевропейского неолитического субстрата. Позднее наблюдалась сильная романизация регионов Алава и Наварра. В то же время, часть Баскской низменности, именуемая saltus, была очень неплотно заселена, и во всех случаях следы поселений носили признаки присутствия римлян. Как пишет Хулио Каро Бароха, ager (другая часть Баскской низменности) была так же романизована, как и прочие территории Иберийского полуострова. Отсюда возникает вопрос, откуда и когда прибыл баскский язык: по мнению сторонников поздней баскизации, он пришёл из Аквитании не позднее V—VI веков н. э., то есть намного позднее, чем традиционно считалось.
В пользу поздней баскизации, по мнению сторонников гипотезы, говорит следующее:
- изобилие ранней индоевропейской ономастики в доримский период (на это указывала, в частности, Мария Лурдес Альбертос Фирмат).[5]
- отсутствие баскских глосс в Испании в доримский период, что резко контрастирует с Аквитанией.
- глубокая романизация территории Баскской низменности (на это указывают Каро Бароха и Хуан Хосе Сепеда).
- экспансия баскского языка в раннем Средневековье.
- однородность баскских диалектов в раннем Средневековье (на что указывал Луис Мичелена).
- археологические следы (Aldaieta, Alegría, и др.)
- генетическая граница между басками и их южными соседями — довольно резкая, а между басками и северными соседями — скорее размытая, что скорее указывает на миграцию из Аквитании на юг, на что указывает Луиджи Кавалли-Сфорца.[6]